# Вајт Стоун (Вирџинија)
Вајт Стоун (енгл. White Stone) град је у америчкој савезној држави Вирџинија. По попису становништва из 2010. у њему је живело 352 становника.

## Демографија
Према попису становништва из 2010. у граду је живело 352 становника, што је 6 (1,7%) становника мање него 2000. године.
| Група             | 2000.       | 2010.       |
| Белци             | 309 (86,3%) | 302 (85,8%) |
| Афроамериканци    | 37 (10,3%)  | 36 (10,2%)  |
| Азијати           | 8 (2,2%)    | 8 (2,3%)    |
| Хиспаноамериканци | 3 (0,8%)    | 5 (1,4%)    |
| Укупно            | 358         | 352         |